# Кавасима, Хироси
Хироси Кавасима (яп. 川島 郭志; род. 27 марта 1970, Токусима) — японский боксёр, представитель второй наилегчайшей весовой категории. Выступал на профессиональном уровне в период 1988—1997 годов, владел титулом чемпиона мира по версии Всемирного боксёрского совета (WBC).

## Биография
Хироси Кавасима родился 27 марта 1970 года в префектуре Токусима, Япония.
Занимался боксом с раннего детства по наставлению отца, при этом его старший брат Синобу Кавасима тоже стал достаточно известным профессиональным боксёром.
Первые успехи пришли к нему во время учёбы в старшей школе, на третьем выпускном году он одержал победу в зачёте японского межшкольного национального первенства, в частности в полуфинале взял верх над будущим чемпионом мира Кацуей Онидзукой. Для старта профессиональной карьеры по окончании старшей школы переехал на постоянное жительство в Токио.
Дебютировал в боксе на профессиональном уровне в августе 1988 года, отправив своего соперника в нокаут в первом же раунде. Выступал преимущественно на токийской арене Коракуэн. Начало его карьеры не было стремительным, уже в течение первого года он потерпел два поражения нокаутом — досрочные проигрыши заставили его больше внимания уделять защите, и в конечном счёте Кавасима стал одним из самых неуловимых японских боксёров.
В январе 1991 года сломал левую руку и вынужден был сделать более чем годичный перерыв, но в 1992 году вернулся на ринг и завоевал титул чемпиона Японии во второй наилегчайшей весовой категории, который впоследствии несколько раз защитил.
Поднявшись в рейтингах, в 1994 году Хироси Кавасима удостоился права оспорить титул чемпиона мира во втором наилегчайшем весе по версии Всемирного боксёрского совета (WBC), который на тот момент принадлежал мексиканцу Хосе Луису Буэно (24-3-1). Противостояние между ними продлилось все отведённые 12 раундов, в итоге судьи единогласным решением отдали победу Кавасиме.
В рамках первой защиты полученного титула японский боксёр победил будущего чемпиона мира из Аргентины Карлоса Габриэля Саласара (35-5-1), а в общей сложности в течение двух лет сумел защитить свой чемпионский пояс шесть раз.
Во время седьмой защиты титула в феврале 1997 года встретился с филиппинцем Джерри Пеньялосой (35-1-1) и уступил ему раздельным судейским решением, лишившись чемпионского пояса. Вскоре после этого поражения в связи с повреждением сетчатки глаза Кавасима принял решение завершить спортивную карьеру. Таким образом, в его послужном списке 24 профессиональных поединка, из которых он 20 выиграл (в том числе 14 досрочно), 3 проиграл, тогда как в одном случае была зафиксирована ничья.
В дальнейшем неоднократно присутствовал на боксёрских матчах в качестве комментатора, а в 2005 году открыл собственный боксёрский зал в районе Ота.